# Gouvernement Tigran Sarkissian I
Pour les articles homonymes, voir Gouvernement Tigran Sarkissian.
Arménie
S. Sarkissian II T. Sarkissian II
Le gouvernement Tigran Sarkissian I est le gouvernement de l'Arménie du 9 avril 2008 au 3 juin 2012.

## Majorité et historique
Il s'agit du premier gouvernement formé par Tigran Sarkissian. Il est soutenu par le Parti républicain d'Arménie, Arménie prospère, État de droit et la Fédération révolutionnaire arménienne, cette dernière se retirant de la coalition en 2009.
Le gouvernement démissionne le 3 juin 2012, à la suite des élections législatives arméniennes de 2012.

## Composition

### Initiale (avril 2008)
- Les nouveaux ministres sont indiqués en gras, ceux ayant changé d'attributions en italique.

| Poste                                                                  | Titulaire | Titulaire                                                  | Parti |
| ---------------------------------------------------------------------- | --------- | ---------------------------------------------------------- | ----- |
| Premier ministre                                                       |           | Tigran Sarkissian                                          | HHK   |
| Ministre de l'Administration territoriale                              |           | Armen Gevorgian                                            | Sans  |
| Ministre de l'Agriculture                                              |           | Aramayis Grigorian                                         | OEK   |
| Ministre des Affaires étrangères                                       |           | Edouard Nalbandian                                         | HHK   |
| Ministre de la Culture                                                 |           | Hasmik Poghosian                                           | Sans  |
| Ministre de la Défense                                                 |           | Seyran Ohanian                                             | Sans  |
| Ministre du Développement urbain                                       |           | Vardan Vardanian                                           | BHK   |
| Ministre de la Diaspora (à partir du 11/10/2008)                       |           | Hranouch Hakobian                                          | Sans  |
| Ministre de l'Économie                                                 |           | Nerses Yeritsian                                           | HHK   |
| Ministre de l'Éducation et des Sciences                                |           | Spartak Seyranian                                          | FRA   |
| Ministre des Finances                                                  |           | Tigran Davtian                                             | HHK   |
| Ministre des Infrastructures énergétiques et des Ressources naturelles |           | Armen Movsissian                                           | HHK   |
| Ministre de la Justice                                                 |           | Gevorg Danielian                                           | HHK   |
| Ministre de la Protection de la nature                                 |           | Aram Haroutyounian                                         | HHK   |
| Ministre de la Santé                                                   |           | Haroutyun Kouchkian                                        | BHK   |
| Ministre des Situations d'urgence                                      |           | Mher Chahgeldian                                           | OEK   |
| Ministre des Sports et des Affaires de la jeunesse                     |           | Armen Grigorian                                            | BHK   |
| Ministre des Transports et des Communications                          |           | Gurgen Sargsian                                            | OEK   |
| Ministre du Travail et des Affaires sociales                           |           | Aghvan Vardanyan (jusqu'au 02/06/2008) Arsen Hambardzumian | BHK   |

### Remaniement du 12 mai 2009
- Les nouveaux ministres sont indiqués en gras, ceux ayant changé d'attributions en italique.

| Poste                                                                  | Titulaire | Titulaire                                                   | Parti |
| ---------------------------------------------------------------------- | --------- | ----------------------------------------------------------- | ----- |
| Premier ministre                                                       |           | Tigran Sarkissian                                           | HHK   |
| Ministre de l'Administration territoriale                              |           | Armen Gevorgian                                             | Sans  |
| Ministre de l'Agriculture                                              |           | Gerasim Alaverdian                                          | OEK   |
| Ministre des Affaires étrangères                                       |           | Edouard Nalbandian                                          | HHK   |
| Ministre de la Culture                                                 |           | Hasmik Poghosian                                            | Sans  |
| Ministre de la Défense                                                 |           | Seyran Ohanian                                              | Sans  |
| Ministre du Développement urbain                                       |           | Vardan Vardanian                                            | BHK   |
| Ministre de la Diaspora                                                |           | Hranouch Hakobian                                           | Sans  |
| Ministre de l'Économie                                                 |           | Nerses Yeritsian                                            | HHK   |
| Ministre de l'Éducation et des Sciences                                |           | Armen Achotian                                              | HHK   |
| Ministre des Finances                                                  |           | Tigran Davtian                                              | HHK   |
| Ministre des Infrastructures énergétiques et des Ressources naturelles |           | Armen Movsissian                                            | HHK   |
| Ministre de la Justice                                                 |           | Gevorg Danielian                                            | HHK   |
| Ministre de la Protection de la nature                                 |           | Aram Haroutyunian                                           | HHK   |
| Ministre de la Santé                                                   |           | Haroutyoun Kouchkian                                        | BHK   |
| Ministre des Situations d'urgence                                      |           | Mher Chahgeldian                                            | OEK   |
| Ministre des Sports et des Affaires de la jeunesse                     |           | Armen Grigorian (jusqu'au 29/01/2010) Artur Petrosian       | BHK   |
| Ministre des Transports et des Communications                          |           | Gurgen Sargsian                                             | OEK   |
| Ministre du Travail et des Affaires sociales                           |           | Gevorg Petrosian (jusqu'au 23/11/2009) Mkhitar Mnatsakanian | BHK   |

### Remaniement du 15 mars 2010
- Les nouveaux ministres sont indiqués en gras, ceux ayant changé d'attributions en italique.

| Poste                                                                  | Titulaire | Titulaire                                                   | Parti |
| ---------------------------------------------------------------------- | --------- | ----------------------------------------------------------- | ----- |
| Premier ministre                                                       |           | Tigran Sarkissian                                           | HHK   |
| Ministre de l'Administration territoriale                              |           | Armen Gevorgian                                             | Sans  |
| Ministre de l'Agriculture                                              |           | Gerasim Alaverdian                                          | OEK   |
| Ministre des Affaires étrangères                                       |           | Edouard Nalbandian                                          | HHK   |
| Ministre de la Culture                                                 |           | Hasmik Poghosian                                            | Sans  |
| Ministre de la Défense                                                 |           | Seyran Ohanian                                              | Sans  |
| Ministre du Développement urbain                                       |           | Vardan Vardanian                                            | BHK   |
| Ministre de la Diaspora                                                |           | Hranouch Hakobian                                           | Sans  |
| Ministre de l'Économie                                                 |           | Nerses Yeritsian                                            | HHK   |
| Ministre de l'Éducation et des Sciences                                |           | Armen Achotian                                              | HHK   |
| Ministre des Finances                                                  |           | Tigran Davtian                                              | HHK   |
| Ministre des Infrastructures énergétiques et des Ressources naturelles |           | Armen Movsissian                                            | HHK   |
| Ministre de la Justice                                                 |           | Gevorg Danielian                                            | HHK   |
| Ministre de la Protection de la nature                                 |           | Aram Haroutyounian                                          | HHK   |
| Ministre de la Santé                                                   |           | Haroutyoun Kuchkian                                         | BHK   |
| Ministre des Situations d'urgence                                      |           | Armen Yeritizian                                            | OEK   |
| Ministre des Sports et des Affaires de la jeunesse                     |           | Artur Petrosian                                             | BHK   |
| Ministre des Transports et des Communications                          |           | Manouk Vardanian                                            | OEK   |
| Ministre du Travail et des Affaires sociales                           |           | Mkhitar Mnatsakanian (jusqu'au 23/06/2010) Arthur Gregorian | BHK   |

### Remaniement du 18 décembre 2010
- Les nouveaux ministres sont indiqués en gras, ceux ayant changé d'attributions en italique.

| Poste                                                                  | Titulaire | Titulaire                                                 | Parti |
| ---------------------------------------------------------------------- | --------- | --------------------------------------------------------- | ----- |
| Premier ministre                                                       |           | Tigran Sarkissian                                         | HHK   |
| Ministre de l'Administration territoriale                              |           | Armen Gevorgian                                           | Sans  |
| Ministre de l'Agriculture                                              |           | Gerasim Alaverdian (jusqu'au 31/12/2010) Sergo Karapetyan | OEK   |
| Ministre des Affaires étrangères                                       |           | Edouard Nalbandian                                        | HHK   |
| Ministre de la Culture                                                 |           | Hasmik Poghosian                                          | Sans  |
| Ministre de la Défense                                                 |           | Seyran Ohanian                                            | Sans  |
| Ministre du Développement urbain                                       |           | Vardan Vardanian                                          | BHK   |
| Ministre de la Diaspora                                                |           | Hranouch Hakobian                                         | Sans  |
| Ministre de l'Économie                                                 |           | Tigran Davtian                                            | HHK   |
| Ministre de l'Éducation et des Sciences                                |           | Armen Achotian                                            | HHK   |
| Ministre des Finances                                                  |           | Vache Gabrielian                                          | HHK   |
| Ministre des Infrastructures énergétiques et des Ressources naturelles |           | Armen Movsissian                                          | HHK   |
| Ministre de la Justice                                                 |           | Hrair Tomasian                                            | HHK   |
| Ministre de la Protection de la nature                                 |           | Aram Haroutyunian                                         | HHK   |
| Ministre de la Santé                                                   |           | Haroutyun Kuchkian                                        | BHK   |
| Ministre des Situations d'urgence                                      |           | Armen Yeritizian                                          | OEK   |
| Ministre des Sports et des Affaires de la jeunesse                     |           | Artur Petrosian                                           | BHK   |
| Ministre des Transports et des Communications                          |           | Manouk Vardanian                                          | OEK   |
| Ministre du Travail et des Affaires sociales                           |           | Arthur Gregorian                                          | BHK   |